# Arborophila davidi
Az Arborophila davidi a madarak osztályának tyúkalakúak (Galliformes) rendjébe és a fácánfélék (Phasianidae) családjába tartozó faj.

## Rendszerezése
A fajt Jean Théodore Delacour amerikai ornitológus írta le 1927-ben.

## Előfordulása
Délkelet-Ázsiában, Kambodzsa és Vietnám területén honos. A természetes szubtrópusi vagy trópusi síkvidéki esőerdők és nedves cserjések, valamint ültetvények.

## Megjelenése
Testhossza 27-28 centiméter, testtömege 241 gramm.